# Финни, Альберт
А́льберт Фи́нни (также А́лберт Фи́нни англ. Albert Finney, 9 мая 1936, Солфорд — 7 февраля 2019) — английский актёр, пятикратный номинант на премию «Оскар». Лауреат трёх премий BAFTA (1961, 2001, 2003), трёх премий «Золотой глобус» (1964, 1971, 2003), премии «Эмми» (2002), и Премий Гильдии киноактёров США.
Наиболее известен по участию в фильмах «Том Джонс», «Убийство в „Восточном экспрессе“», «Перекрёсток Миллера», «Эрин Брокович», «Крупная рыба» и «Ультиматум Борна».

## Биография
Альберт Финни начинал ролями «сердитых молодых людей», которые отвечали настроениям британской молодёжи 1950-х годов.
В 1963 году сыграл Тома Джонса в одноимённой постановке Тони Ричардсона, взявшей «Оскар» как лучший фильм года.
К этому времени газеты писали о Финни как о новом Лоренсе Оливье, и актёр решил посвящать больше времени театру.
Его появления в кино с тех пор были относительно немногочисленны.
Среди наиболее известных киноролей Финни — Эркюль Пуаро в экранизации романа Агаты Кристи «Убийство в „Восточном экспрессе“» (1974).

### Личная жизнь
Альберт Финни был женат на Джейн Уэнхэм, от которой у актёра есть сын Саймон.
С 1970 по 1978 год был женат на французской актрисе Анук Эме.
С мая 2011 года Финни боролся с раком почки. Актёр скончался на 83-м году жизни 7 февраля 2019 года в лондонской больнице «Роял-Мардсен» от воспаления лёгких.

## Избранная фильмография

### Актёр
| Год  |   | Русское название                       | Оригинальное название              | Роль                               |
| ---- | - | -------------------------------------- | ---------------------------------- | ---------------------------------- |
| 1960 | ф | Комедиант                              | The Entertainer                    | Мик Райс                           |
| 1960 | ф | В субботу вечером, в воскресенье утром | Saturday Night and Sunday Morning  | Артур Ситон                        |
| 1963 | ф | Том Джонс                              | Tom Jones                          | Том Джонс                          |
| 1963 | ф | Победители                             | The Victors                        | русский солдат                     |
| 1967 | ф | Двое на дороге                         | Two for the Road                   | Марк Уоллес                        |
| 1968 | ф | Чарли Бабблз                           | Charlie Bubbles                    | Чарли Бабблз                       |
| 1970 | ф | Скрудж                                 | Scrooge                            | Эбенезер Скрудж                    |
| 1971 | ф | Сыщик                                  | Gum Shoe                           | Эдди Гинли                         |
| 1974 | ф | Убийство в «Восточном экспрессе»       | Murder on the Orient Express       | Эркюль Пуаро                       |
| 1977 | ф | Дуэлянты                               | The Duellists                      | Жозеф Фуше                         |
| 1981 | ф | Лукер                                  | Looker                             | доктор Ларри Робертс               |
| 1981 | ф | Волки                                  | Wolfen                             | Дьюи Уилсон                        |
| 1982 | ф | Энни                                   | Annie                              | папаша Уорбакс                     |
| 1983 | ф | Костюмер                               | The Dresser                        | «Сэр»                              |
| 1984 | ф | У подножия вулкана                     | Under the Volcano                  | Джеффри Фёрмин                     |
| 1984 | ф | Папа Иоанн-Павел II                    | Pope John Paul II                  | Иоанн Павел II                     |
| 1990 | ф | Перекрёсток Миллера                    | Miller's Crossing                  | Лео О'Бэннон                       |
| 1992 | ф | Комедианты                             | The Playboys                       | Хегарти                            |
| 1994 | ф | Версия Браунинга                       | The Browning Version               | Эндрю Кроккер-Харрис               |
| 1999 | ф | Завтрак для чемпионов                  | Breakfast of Champions             | Килгор Траут                       |
| 2000 | ф | Эрин Брокович                          | Erin Brockovich                    | Эд Масри                           |
| 2000 | ф | Траффик                                | Traffic                            | глава администрации президента США |
| 2001 | ф | Хемингуэй                              | Hemingway, the Hunter of Death     | Эрнест Хемингуэй                   |
| 2002 | ф | Черчилль                               | Gathering Storm, The               | Черчилль                           |
| 2003 | ф | Крупная рыба                           | Big Fish                           | старый Эдвард Блум                 |
| 2004 | ф | Двенадцать друзей Оушена               | Ocean's Twelve                     | Гаспар ЛеМарк                      |
| 2005 | ф | Труп невесты                           | Corpse Bride                       | Финис Эверглот                     |
| 2006 | ф | Хороший год                            | A Good Year                        | дядя Генри Скиннер                 |
| 2006 | ф | Удивительная лёгкость                  | Amazing Grace                      | Джон Ньютон                        |
| 2007 | ф | Ультиматум Борна                       | The Bourne Ultimatum               | доктор Альберт Хирш                |
| 2007 | ф | Игры дьявола                           | Before the Devil Knows You're Dead | Чарльз Хенсон                      |
| 2012 | ф | Эволюция Борна                         | The Bourne Legacy                  | доктор Альберт Хирш                |
| 2012 | ф | 007: Координаты «Скайфолл»             | Skyfall                            | Кинкейд                            |

### Режиссёр
| Год  |   | Русское название | Оригинальное название | Роль |
| ---- | - | ---------------- | --------------------- | ---- |
| 1968 | ф | Чарли Бабблз     | Charlie Bubbles       |      |

## Награды и номинации
| Награда                        | Год  | Категория                                         | Фильм/Телесериал/Постановка            | Результат |
| ------------------------------ | ---- | ------------------------------------------------- | -------------------------------------- | --------- |
| Оскар                          | 1964 | Лучшая мужская роль                               | Том Джонс                              | Номинация |
| Оскар                          | 1975 | Лучшая мужская роль                               | Убийство в «Восточном экспрессе»       | Номинация |
| Оскар                          | 1984 | Лучшая мужская роль                               | Костюмер                               | Номинация |
| Оскар                          | 1985 | Лучшая мужская роль                               | У подножия вулкана                     | Номинация |
| Оскар                          | 2001 | Лучшая мужская роль второго плана                 | Эрин Брокович                          | Номинация |
| BAFTA                          | 1961 | Лучший дебютант в мужской роли                    | В субботу вечером, в воскресенье утром | Победа    |
| BAFTA                          | 1961 | Лучшая мужская роль                               | В субботу вечером, в воскресенье утром | Номинация |
| BAFTA                          | 1964 | Лучшая мужская роль                               | Том Джонс                              | Номинация |
| BAFTA                          | 1972 | Лучшая мужская роль                               | Сыщик                                  | Номинация |
| BAFTA                          | 1975 | Лучшая мужская роль                               | Убийство в «Восточном экспрессе»       | Номинация |
| BAFTA                          | 1983 | Лучшая мужская роль                               | Пристрели луну                         | Номинация |
| BAFTA                          | 1985 | Лучшая мужская роль                               | Костюмер                               | Номинация |
| BAFTA                          | 2001 | Лучшая мужская роль второго плана                 | Эрин Брокович                          | Номинация |
| BAFTA                          | 2001 | Academy Fellowship                                |                                        | Победа    |
| BAFTA                          | 2004 | Лучшая мужская роль второго плана                 | Крупная рыба                           | Номинация |
| BAFTA TV                       | 1991 | Лучшая мужская роль                               | Зелёный человек                        | Номинация |
| BAFTA TV                       | 1997 | Лучшая мужская роль                               | Караоке Холодный лазарус               | Номинация |
| BAFTA TV                       | 1999 | Лучшая мужская роль                               | Женитьба по-английски                  | Номинация |
| BAFTA TV                       | 2003 | Лучшая мужская роль                               | Черчилль                               | Победа    |
| Золотой глобус                 | 1964 | Лучший актёр-новичок                              | Том Джонс                              | Победа    |
| Золотой глобус                 | 1964 | Лучшая мужская роль в комедии или мюзикле         | Том Джонс                              | Номинация |
| Золотой глобус                 | 1971 | Лучшая мужская роль в комедии или мюзикле         | Скрудж                                 | Победа    |
| Золотой глобус                 | 1983 | Лучшая мужская роль в драме                       | Пристрели луну                         | Номинация |
| Золотой глобус                 | 1984 | Лучшая мужская роль в драме                       | Костюмер                               | Номинация |
| Золотой глобус                 | 1985 | Лучшая мужская роль в драме                       | У подножия вулкана                     | Номинация |
| Золотой глобус                 | 2001 | Лучшая мужская роль второго плана                 | Эрин Брокович                          | Номинация |
| Золотой глобус                 | 2003 | Лучшая мужская роль в мини-сериале или телефильме | Черчилль                               | Победа    |
| Золотой глобус                 | 2004 | Лучшая мужская роль второго плана                 | Крупная рыба                           | Номинация |
| Эмми                           | 1990 | Лучшая мужская роль в мини-сериале или фильме     | Имидж                                  | Номинация |
| Эмми                           | 2002 | Лучшая мужская роль в мини-сериале или фильме     | Черчилль                               | Победа    |
| Премия Гильдии киноактёров США | 2001 | Лучшая мужская роль второго плана                 | Эрин Брокович                          | Победа    |
| Премия Гильдии киноактёров США | 2001 | Лучший актёрский состав в игровом кино            | Эрин Брокович                          | Победа    |
| Премия Гильдии киноактёров США | 2003 | Лучшая мужская роль в телефильме или мини-сериале | Черчилль                               | Номинация |
| Тони                           | 1964 | Лучшая мужская роль в пьесе                       | Лютер                                  | Номинация |
| Тони                           | 1968 | Лучшая мужская роль в пьесе                       | Джо Эгг                                | Номинация |